# Vochysia tucanorum
Vochysia tucanorum är en tvåhjärtbladig växtart som beskrevs av Carl Friedrich Philipp von Martius. Vochysia tucanorum ingår i släktet Vochysia och familjen Vochysiaceae. Utöver nominatformen finns också underarten V. t. fastigiata.

## Bildgalleri

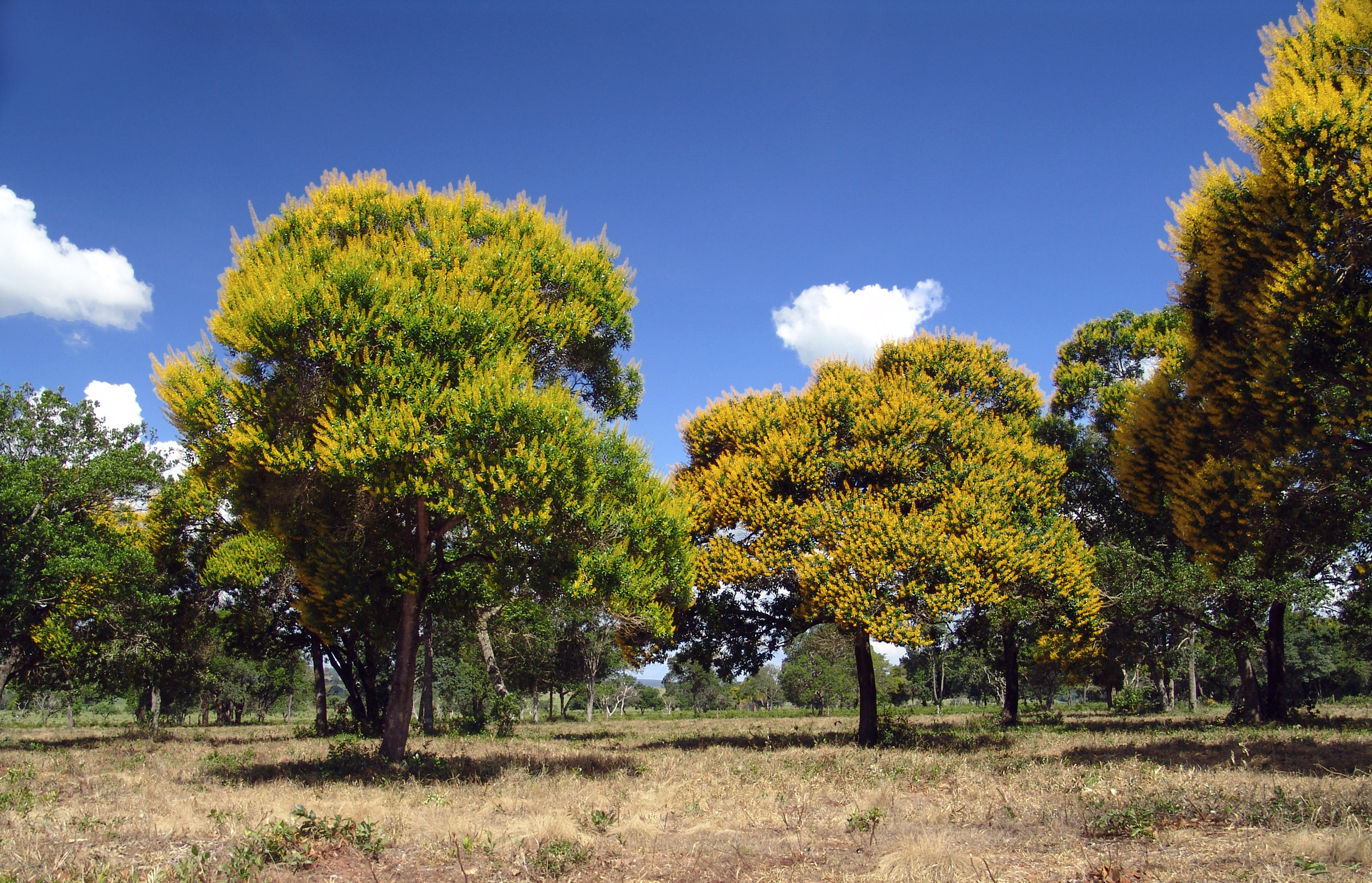